# 馬格達萊納德考區

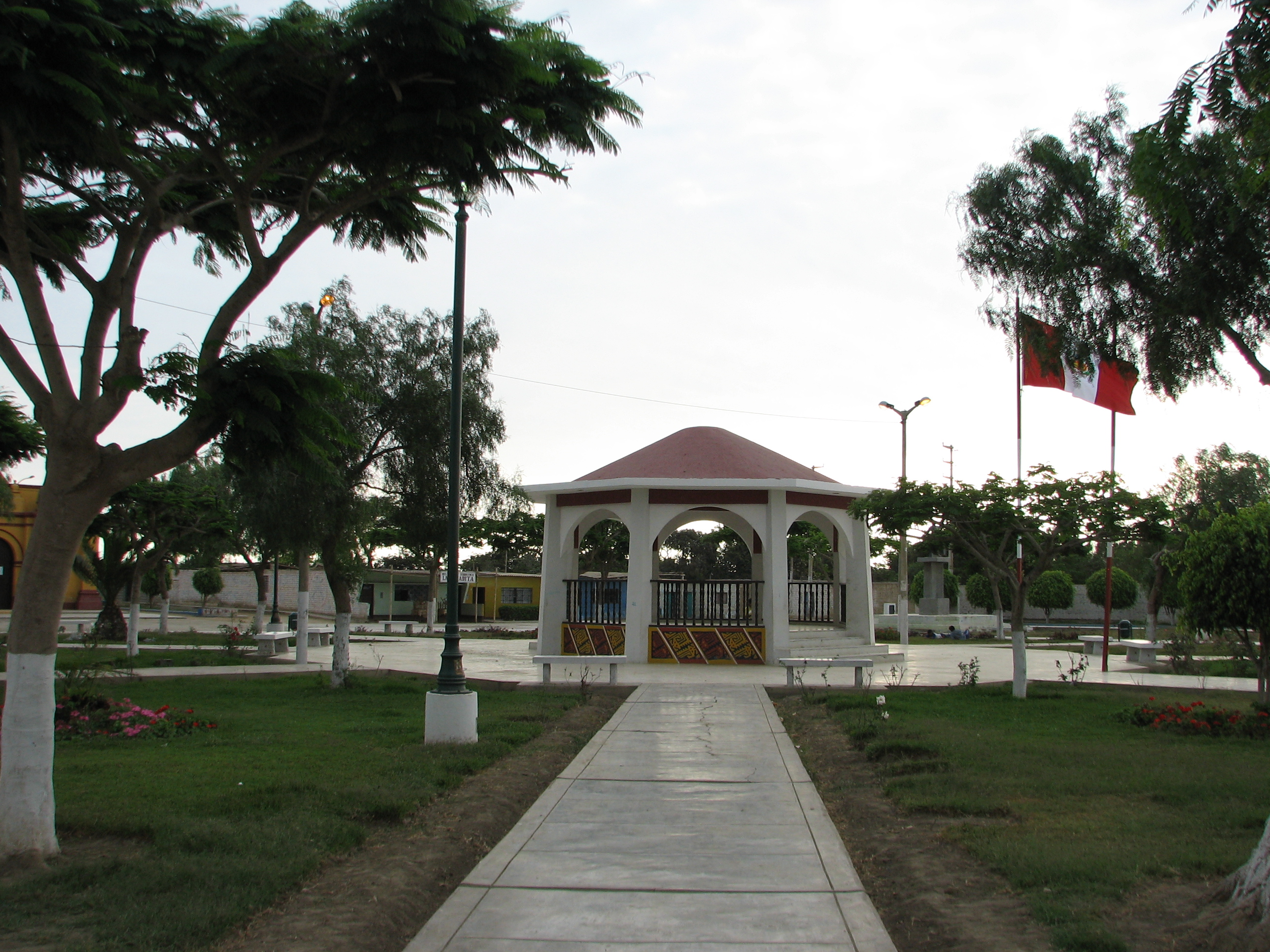

馬格達萊納德考區（西班牙語：Distrito de Magdalena de Cao），是秘魯的一個區，位於該國西北部拉利伯塔德大區的阿斯科佩省，面積158.96平方公里，海拔高度28米，2005年人口3,090，人口密度每平方公里19人。